# Diglossa gloriosa
El pinchaflor de Mérida, roba néctar carbonoso, roba néctar de Mérida o diglosa gloriosa (Diglossa gloriosa) es una especie de ave paseriforme de la familia Thraupidae, perteneciente al numeroso género Diglossa.

## Distribución y hábitat

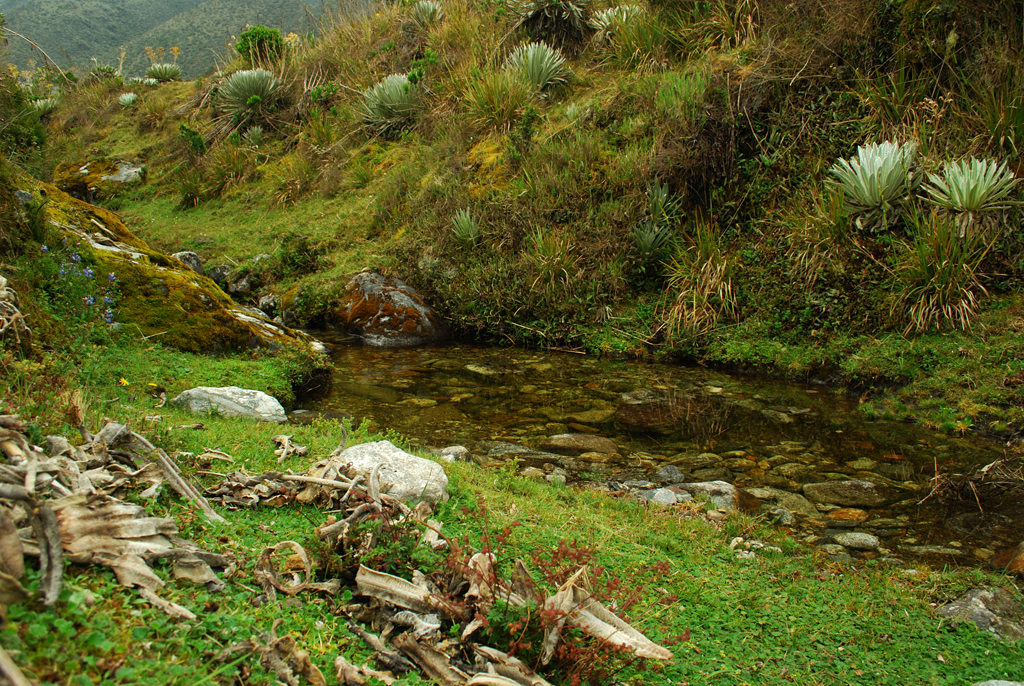
Páramo La Culata, Mérida, ejemplo de hábitat de la especie.

Se encuentra únicamente en el occidente de Venezuela y nororiente de Colombia, principalmente en los Andes de Mérida, desde el sur de Lara hasta Táchira.
Esta especie es considerada bastante común en sus hábitats naturales: los matorrales y bosques bajos de alta montaña, entre los 2700 y 4000 m de altitud.

## Sistemática

### Descripción original
La especie D. gloriosa fue descrita por primera vez por los zoólogos británicos Philip Lutley Sclater y Osbert Salvin en 1870 bajo el mismo nombre científico; su localidad tipo es: «Páramo de la Culata, norte de Mérida, Venezuela».

### Etimología
El nombre genérico femenino Diglossa proviene del griego «diglōssos» que significa de lengua doble, que habla dos idiomas; y el nombre de la especie «gloriosa» proviene del latín «gloriosus»: glorioso, famoso.

### Taxonomía
Es monotípica. Los amplios estudios filogenéticos recientes demuestran que la presente especie es hermana de Diglossa humeralis, y el par formado por ambas es hermano de Diglossa brunneiventris, y este clado es próximo a Diglossa carbonaria. Las cuatro especies que integran este clado monofilético ya fueron consideradas conespecíficas (grupo carbonaria).